# Ulf Grahn
Ulf Grahn, född 17 januari 1942, död 25 januari 2023, var en svensk kompositör bosatt och verksam i USA.